# Rhaphidophora lobbii
Rhaphidophora lobbii är en kallaväxtart som beskrevs av Heinrich Wilhelm Schott. Rhaphidophora lobbii ingår i släktet Rhaphidophora och familjen kallaväxter. Inga underarter finns listade.